# Wilhelm Große
Wilhelm Leopold Große, auch Grosse, (* 23. Dezember 1828 in Zwickau; † 30. Juli 1911 in Kötzschenbroda) war ein deutscher Lehrer, evangelisch-lutherischer Pfarrer und Autor.

## Leben und Wirken
Nach Schulbesuch und Studium mit Promotion zum Dr. phil. wurde Große 1856 Rektor in Buchholz und im darauffolgenden Jahr Schuldirektor daselbst. 1861 ging er als Vizedirektor an das Schullehrerseminar nach Plauen. Von 1866 bis 1870 war er lutherischer Pfarrer in Stolpen und von 1870 bis 1879 Pfarrer in Markranstädt.
Danach war er bis zu seiner Emeritierung 1899 Pfarrer an der Friedenskirche in Kötzschenbroda (heute zu Radebeul); er lebte im heute denkmalgeschützten Pfarrhaus am Anger neben der Kirche. Der Adresseintrag gibt an, dass Wilhelm Große am Lebensende mit dem Ritterkreuz 1. Klasse des Albrechts-Ordens ausgezeichnet war. Er gehörte neben dem Kirchenvorstand auch dem Schulvorstand an, dessen Vorsitzender der Baumeister und vormalige Ortsrichter Bernhard Große war.

## Publikationen (Auswahl)
- „Wollet ihr auch weggehen“? Confirmationsrede über Joh. 6, 57–76. Selbstverlag, 1858.
- „Die evangelische Predigt“. Abschiedspredigt über Apost.-Gesch. 2, 14–68, am 2. Pfingstfeiertage geh. 1861. Selbstverlag, 1861.
- (mit M. G. Fr. Große): „Dies ist der Tag, den der Herr gemacht“. Zehn Festpredigten. Plauen, 1862.
- (mit K. Th. Kretzschmar): Der dritte Artikel in zwölf Katechesen. Zwickau, 1865.
- Die Auferstehung des Fleisches und die Wiederkunft Christi zum Weltgericht, in ihrer organischen Verbindung mit dem Heilsrathschlusse Gottes. Ephoralconferenz-Vortrag. In: Sächsisches Kirchen- u. Schulblatt, 1868. Nr. 40 u. 41.